# Gefleckter Täubling
Der Gefleckte Täubling oder Flecken-Täubling (Russula maculata) ist ein Pilz aus der Familie der Täublingsverwandten. Der recht seltene und wärmeliebende Täubling hat einen leuchtend rötlichen Hut, der in der Regel ockerfleckig verblasst. Daher der deutsche Name und das lateinische Epitheton, das ebenfalls gefleckt bedeutet. Der Pilz hat ockergelbe Lamellen und einen verzögert scharfen Geschmack. Man kann ihn unter Eichen und Rotbuchen finden.

## Merkmale

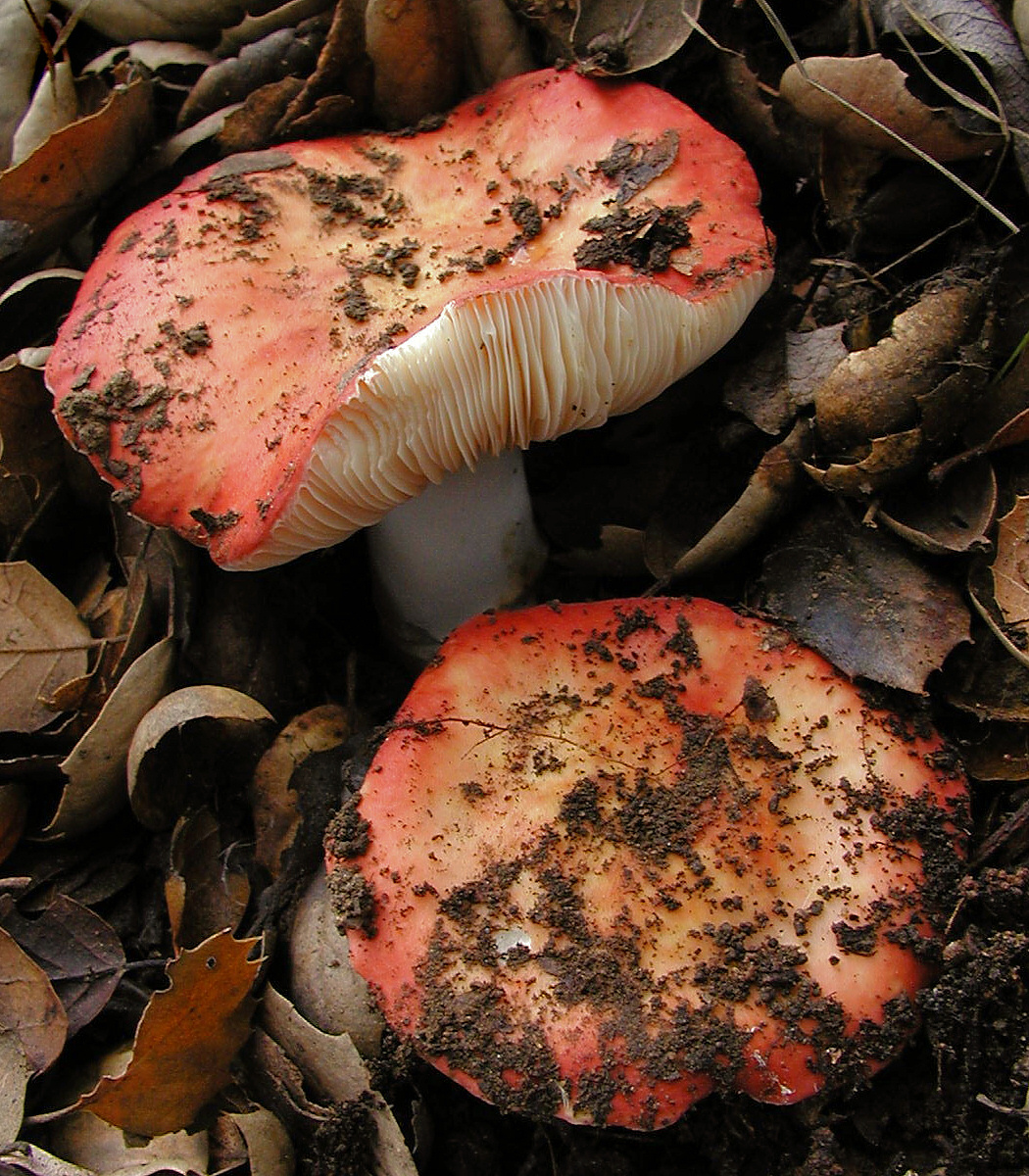
Draufsicht auf 2 Fruchtkörper des Gefleckten Täublings

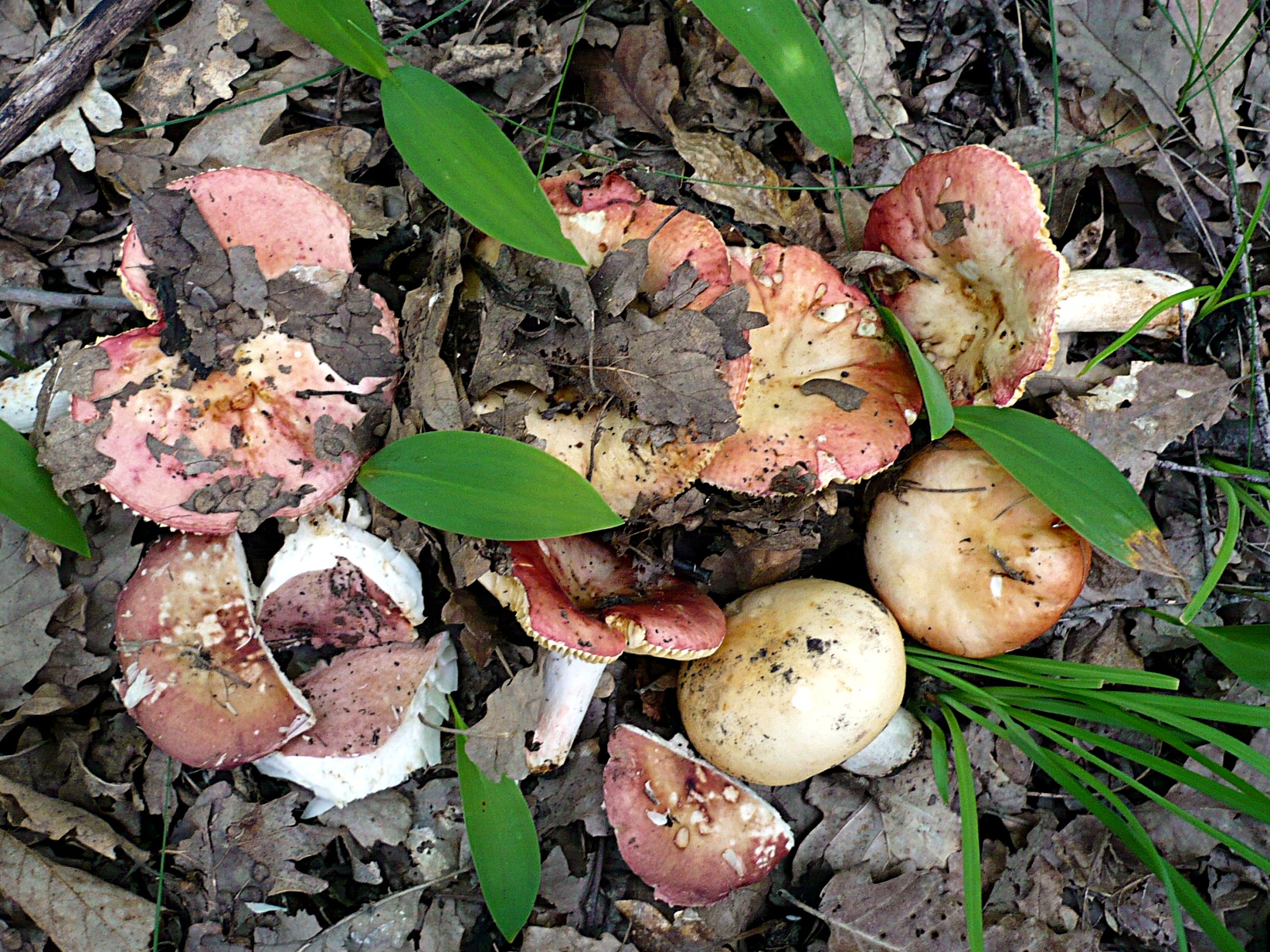
Eine Gruppe Fruchtkörper des Gefleckten Täublings mit diversen Hutfarben

### Makroskopische Merkmale
Der 4–10 cm breite Hut bleibt lange Zeit halbkugelig bis konvex. Er ist recht dickfleischig und am Rand eingerollt. Erst spät schirmt er auf und ist dann im Alter leicht niedergedrückt. Der kann Hut verschiedene Rottöne aufweisen. Oft ist er leuchtend rot. Er kann aber auch rosa oder orange gefärbt sein oder seltener rotbraun oder aprikosengelb. Typisch für ihn ist, dass sein Hut im Alter auffallend rostfleckig wird. Der Hutrand ist stumpf und lange glatt. Die Oberhaut ist kahl, bei Feuchtigkeit ein wenig schmierig und nur am Rand abziehbar.
Die Lamellen bleiben lange bleich, haben aber im Inneren einen zitronen- oder orangegelben Reflex. Bei Reife sind sie lebhaft gelbocker gefärbt, an den Schneiden manchmal auch rot. Sie sind 5–14 mm hoch, am Ende abgerundet, teilweise gegabelt und stehen sehr gedrängt bis ziemlich entfernt. Im Alter sind sie etwas rostfleckig. Das Sporenpulver ist dottergelb (nach Romagnesi Ivc(-d)).
Der meist weiße Stiel ist 3–8 cm lang und 1–2 cm, ja bis 3 cm dick. Er ist hart, oft kurz und stämmig und manchmal purpurn oder rosa überlaufen. An verletzten Stellen wird er gelbfleckig, im Alter ockerlich.
Das Fleisch ist weißlich bis blass creme-ocker, im Alter oft auch rostbräunlich. Der Geschmack ist nach kurzer Zeit scharf, allerdings nicht ganz so scharf wie beim nahverwandten Heimtückischen Täubling. Das Fleisch riecht fruchtig oder nach Bleistiftholz wie beim Harten Zinnobertäubling.

### Mikroskopische Merkmale
Die breit elliptischen bis fast kugeligen Sporen sind sehr variabel. Sie sind 7–10 (–11,5) µm lang und 7–8 (–9) µm breit und pustelförmig bis warzig ornamentiert. Von den 0,5–1,5 µm hohen Warzen gehen feine, strichartige Verbindungslinien aus, die aber nur selten und nur vereinzelt netzmaschig verbunden sind. Die Basidien sind 38–57 µm lang und 11,5–13 µm breit und haben vier 6–8,5 µm lange Sterigmen. Die zylindrischen, oben meist stumpfen oder teilweise appendikulierten Pleurozystiden sind 80–115 µm lang und 8–13,5 (17) µm breit und reagieren mit Sulfovanillin.
Die Huthaut (Epikutis) enthält zahlreiche, 6–12 µm breite, meist zylindrische, schmal keulige oder spindelförmige Pileozystiden. Die Huthauthyphen sind zylindrisch oder zugespitzt. Die Huthaut-Hyphen enthalten Vakuolen-, aber keine Membranpigmente.

## Ökologie
Der Gefleckte Täubling ist wie alle Täublinge ein Mykorrhizapilz, der mit verschiedenen Laubbäumen eine Symbiose eingehen kann. Sein häufigster Symbiosepartner ist die Eiche, gefolgt von der Rotbuche. Bisweilen können aber auch Hainbuchen, Linden und weitere Laubbäume als Wirt dienen.
Man findet den wärmeliebenden Täubling in verschiedenen kalkreichen Laubwäldern, wie Waldgersten- und Orchideen-Buchenwäldern, gelegentlich auch in entsprechenden Hainbuchen-Eichenwäldern, ferner an lichten, meist südlich exponierten Waldrändern, an Waldsäumen und Übergängen zu basenreicheren Halbtrockenrasen und in Parks.
Der Pilz bevorzugt flachgründige, sommertrockene, sonnige, rasch erwärmenden Mull- und Braunlehm-Rendzinen über Kalk sowie Pararendzinen über Kalksanden und Kalkmergeln. Man findet den Täubling von Juni bis Anfang Oktober, meist im Hügel- und unterem Bergland.

## Verbreitung

Europäische Länder mit Fundnachweisen des Gefleckten Täublings.
Legende:
Länder mit Fundmeldungen
Länder ohne Nachweise
keine Daten
außereuropäische Länder

Der Täubling kommt in Nordamerika (USA), Nordasien (Russland Fernost), Nordafrika (Marokko, Algerien) und in Europa vor.
Die wärmeliebende Art ist in Deutschland sehr zerstreut. Auf der Roten Liste steht sie in der Gefährdungskategorie RL3.

## Systematik
- Russula maculata subsp. alpina  (Singer) Knudsen & T. Borgen (1992) wurde von R.Fellner & Landa 1993 auch als eigene Art  Russula dryadicola  beschrieben, die aber nicht allgemein anerkannt wird.
- Auch  Russula maculata var. decipiens  Singer (1931) wurde von Kühner & Romagn. unter dem wissenschaftlichen Namen  Russula decipiens  als eigenständige Art beschrieben. Auch diese Art wird nicht von allen Mykologen anerkannt.[16]
- Russula maculata var. globispora  J. Blum 1952 gehört ebenfalls zum Verwandtschaftskreis um R. maculata. Sie wurde von M. Bon 1986 als  Russula globispora  zu einer eigenständigen Art erhoben. Auch die Stellung dieser Art ist umstritten.

### Infragenerische Systematik
Der Gefleckte Täubling ist die Typart der Untersektion Maculatinae (Urentinae), die innerhalb der Sektion Insidiosinae (Subgenus Insidiosula) steht. Die Vertreter dieser Untersektion haben meist rote, gelbe, oder purpurrote Hüte. Sie schmecken scharf und haben ein gelbes Sporenpulver.

### Unterarten und Varietäten
- Russula maculata var. bresadoloma Singer 1932 mit größeren Sporen (9,5–12×8,5–11 µm)
- Russula maculata f. paradecipiens A. Favre 1992
- Russula maculata f. subdulcis Bon 1993
- Russula maculata var. alba (Velenovsky) Singer 1939

## Bedeutung
Wie alle Täublinge aus der Untersektion Maculatinae ist der Gefleckte Täubling nicht essbar.